# Afrephialtes taiwanus
Afrephialtes taiwanus là một loài tò vò trong họ Ichneumonidae.